# Força maior
Força maior (force majeure) é um conceito clássico do Direito desenvolvido no direito romano e presente nas codificações jurídicas atuais.
Gaio conceituou força maior como "vis major est cui humana infirmitas resistire non potest", frase da qual se pode depreender que força maior é aquela a que a fraqueza humana não pode resistir.
É um acontecimento relacionado a fatos externos, independentes da vontade humana, que impedem o cumprimento das obrigações. Esses fatos externos podem ser: ordem de autoridades (fato do príncipe), fenômenos naturais (raios, terremotos, inundações, etc.) e ocorrências políticas (guerras, revoluções, etc.).  